# Liste des monuments de Tetouan
Ceci est une liste des monuments classés par le ministère de culture marocain aux alentours de Tetouan.
| Identifiant monument         | Site    | Monument              | Adresse | Date de classement | Décret | Coordonnées                        | Illustration               |                       |
| ---------------------------- | ------- | --------------------- | ------- | ------------------ | ------ | ---------------------------------- | -------------------------- | --------------------- |
| pc_architecture/sanae:280009 | Tétouan | Médina de Tétouan     |         |                    |        | 35° 34′ 15″ nord, 5° 22′ 00″ ouest | Médina de Tétouan          | Télécharger une image |
| pc_architecture/sanae:050041 | Tétouan | Borj Souk El-Hout (d) |         |                    |        | à géolocaliser                     | Image manquante Téléverser | Télécharger une image |
| pc_architecture/sanae:390060 | Tétouan | Bab Sebta (d)         |         |                    |        | à géolocaliser                     | Image manquante Téléverser | Télécharger une image |
| pc_architecture/idpcm:13E093 | Tétouan | Bab Jiaf (d)          |         |                    |        | 35° 34′ 26″ nord, 5° 21′ 55″ ouest | Bab Jiaf (d)               | Télécharger une image |
| pc_architecture/idpcm:128E98 | Tétouan | Bab Mkaber (d)        |         |                    |        | 35° 34′ 24″ nord, 5° 22′ 05″ ouest | Bab Mkaber (d)             | Télécharger une image |
| pc_architecture/sanae:390067 | Tétouan | Bab Remouz (d)        |         |                    |        | 35° 34′ 03″ nord, 5° 22′ 01″ ouest | Bab Remouz (d)             | Télécharger une image |
| pc_architecture/sanae:390066 | Tétouan | Bab El Okla (d)       |         |                    |        | 35° 34′ 14″ nord, 5° 21′ 49″ ouest | Bab El Okla (d)            | Télécharger une image |